# Rhodeus
Rhodeus (griech. rhodeios – rosenrot) ist eine Gattung der  Bitterlinge (Acheilognathinae). Die Mehrzahl der ihr angehörenden Arten ist in Ost- und Südostasien zu Hause, zwei Spezies, der Bitterling und Rhodeus meridionalis sind auch in Europa heimisch.

## Merkmale
Die klein bleibenden Karpfenfische, nur eine Art erreicht eine Standardlänge von mehr als zehn Zentimetern, haben ein kleines, leicht unterständiges und etwas schräg stehendes Maul ohne Barteln. Den hochrückigen und seitlich abgeflachten Körper bedecken große und elliptische Schuppen. Der Ansatz der Rückenflosse ist etwas hinter dem der Bauchflossen. Die Afterflosse beginnt in Höhe des letzten Drittels der Rückenflosse. Der jeweils letzte ungeteilte Hartstrahl von Rücken- und Afterflosse ist kräftig, teilweise stachelartig, ausgebildet. Die Seitenlinie ist unvollständig und nur die ersten Schuppen sind von Seitenlinienkanälen durchbohrt. Die kräftigen Schlundzähne sind, wie bei allen Bitterlingen, einreihig angeordnet mit jeweils fünf Zähnen auf dem Kiemenbogen. Die Kiemenreuse wird aus sechs bis 17 kurzen Brachiospinen gebildet.
Flossenformel: Dorsale II–IV/7–13, Anale II–IV/6–16

## Arten

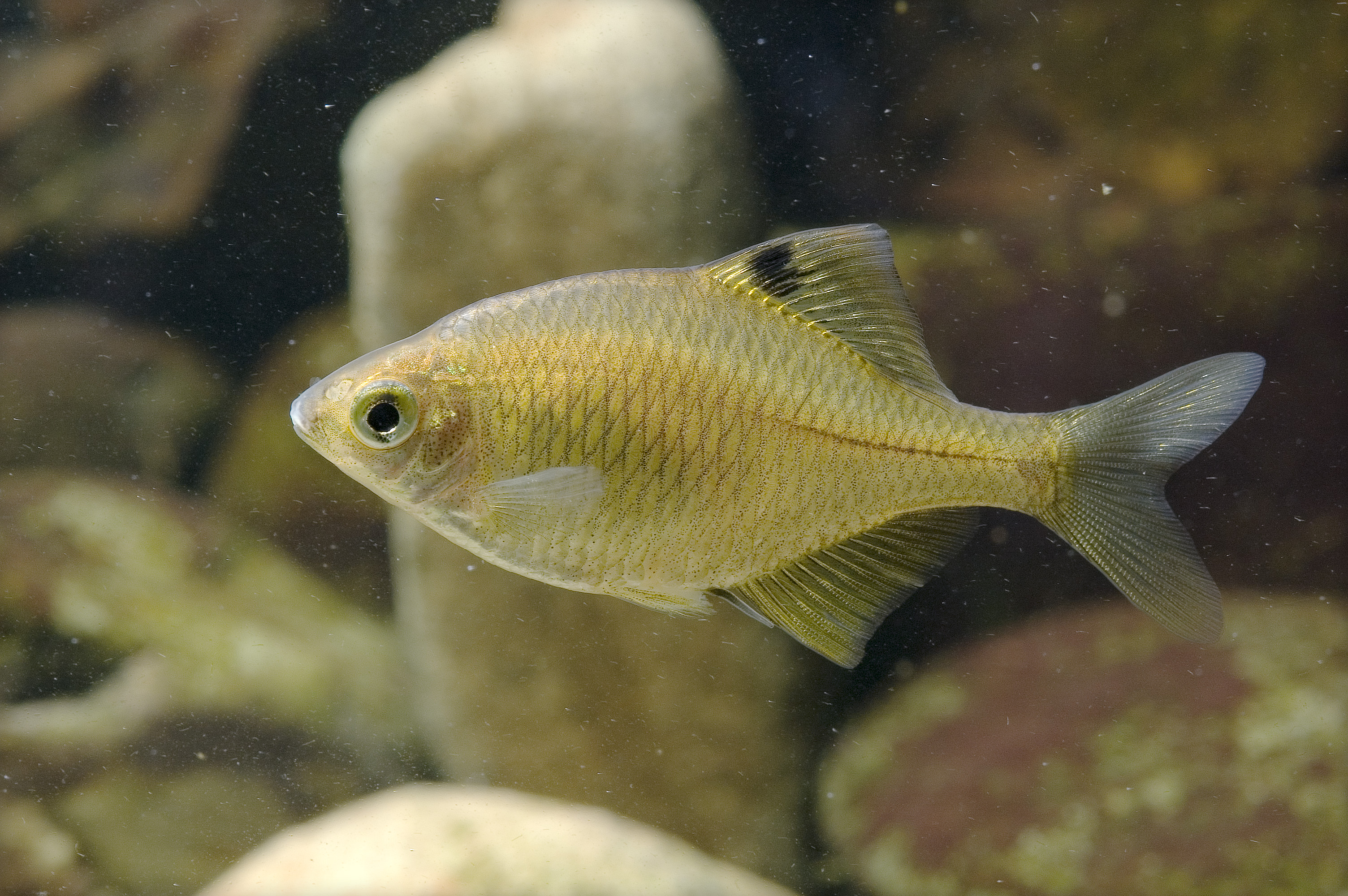
Rhodeus ocellatus ocellatus, Japan

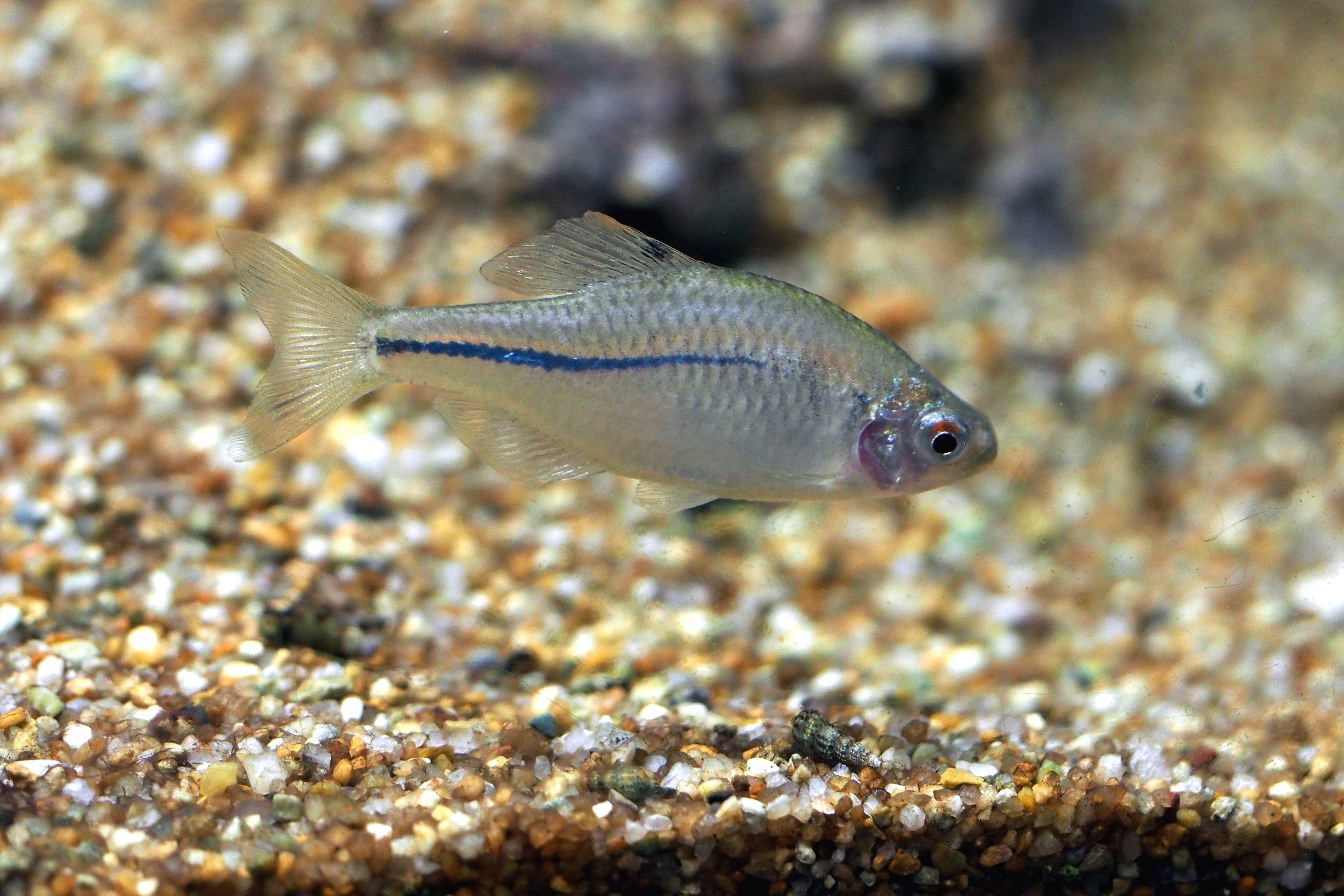
Rhodeus sinensis im Aquarium von Suma

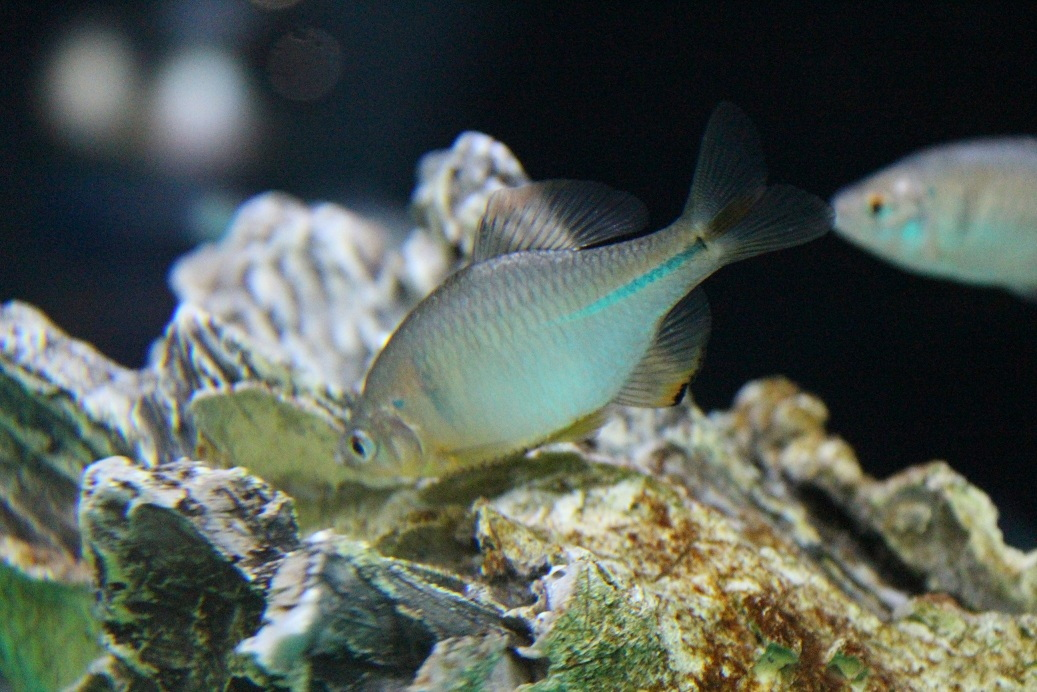
Rhodeus uyekii

- Bitterling (Rhodeus amarus) (Bloch, 1782)
- Rhodeus amurensis (Vronsky, 1967)
- Rhodeus albomarginatus Li & Arai, 2014
- Rhodeus atremius (Jordan & Thompson, 1914)
- Rhodeus colchicus Bogutskaya & Komlev, 2001
- Rhodeus fangi (Miao, 1934)
- Rhodeus haradai Arai, Suzuki & Shen, 1990
- Rhodeus hondae (Jordan und Metz, 1913)[4]
- Rhodeus laoensis Kottelat, Doi & Musikasinthorn, 1998
- Rhodeus lighti (Wu, 1931)
- Rhodeus mantschuricus Mori, 1934[4]
- Rhodeus meridionalis (Karaman, 1924)[1]
- Rhodeus monguonensis (Li, 1989)[4]
- Rhodeus notatus Nichols, 1929[4]
- Rhodeus ocellatus (Kner, 1866)
- Rhodeus pseudosericeus Arai, Jeon & Ueda, 2001
- Rhodeus rheinardti (Tirant, 1883)
- Rhodeus sciosemus (Jordan & Thompson, 1914)
- Rhodeus sericeus (Pallas, 1776)
- Rhodeus sinensis Günther, 1868
- Rhodeus smithii (Regan, 1908)
- Rhodeus spinalis Oshima, 1926
- Rhodeus suigensis (Mori, 1935)
- Rhodeus typus (Bleeker, 1863)[4]
- Rhodeus uyekii (Mori, 1935)[5]